# こせきこうじ
こせき こうじ（1959年2月5日 - ）は、日本の漫画家。千葉県八街市出身。
1978年、『ああ一郎』が第16回手塚賞準入選（同期受賞者に門馬もとき）、1980年より同作品でデビュー。
代表作に『ペナントレース やまだたいちの奇蹟』、『県立海空高校野球部員山下たろーくん』など。

## エピソード
- 2008年8月頃から主に雨天でない土日祝祭日に下北沢駅南口近辺で、妻と2人で色紙売りや似顔絵描きをすることがある。雑誌『フラッシュ』2008年09月16日号で『直撃!元ジャンプ人気漫画家が「路上色紙売り」－下北沢駅前に出没の理由は』というタイトルでこの事が取り上げられた。理由は金銭的なことではなく、漫画家として読者を含めたいろいろな人と直接話がしてみたいということから。
- 荒木飛呂彦が初めて直に見た漫画家ということで、その作中の漫画家・岸辺露伴が（露伴の公称プロフィール中で）尊敬している人物としてこせきこうじの名前を挙げている。

## 作品リスト
- ああ一郎（1980年-1981年、週刊少年ジャンプ、集英社）
- スクラム（1982年、週刊少年ジャンプ、集英社）
- 県立海空高校野球部員山下たろーくん（1986年-1990年、週刊少年ジャンプ、集英社）
- ペナントレース やまだたいちの奇蹟（1991年-1994年、週刊少年ジャンプ、集英社）
- ぼくを野球に連れてって!（1996年-1997年、月刊少年ジャンプ）
- ぽっかり助之介（2000年-2001年、原作：まつお芭修、月刊少年ジャンプ）
- 株式会社大山田出版仮編集部員山下たろーくん（2001年-2004年、週刊コミックバンチ、新潮社）
- 山下たろーくん うみとそらの物語（2004年-2006年、週刊コミックバンチ）
- じつわ話大富豪妻極貧夫（2008年、ケータイ☆バンチ）- 雨彦 名義
- オバー自慢の爆弾鍋（2007年-2008年、原作：天願大介・高津祥一郎、原案：BEGIN、週刊漫画サンデー、実業之日本社）
- 神さまがくれた恋（2009年、まんがタイムジャンボ）
- 月夜の雀〜やきとりくん〜（2010年-2011年、近代麻雀、竹書房）
- 世界に大自慢したい日本の会社（2010年-2015年、原作：坂本光司、企画：平沢たかゆき、ビジネスジャンプ・グランドジャンプ、集英社）
- マンガで読む日本でいちばん大切にしたい会社（2012年-2015年、原作：坂本光司、グランドジャンプ、グランドジャンプPREMIUM、集英社）